# Journal of the Optical Society of America
Pour les articles homonymes, voir Josa (homonymie).
JOSA
Le Journal of the Optical Society of America (JOSA) est une revue scientifique mensuelle à comité de lecture publiée par
the Optical Society. Journal unique à sa publication en 1917, il est séparé en deux journaux à partir de 1984 :
- Journal of the Optical Society of America A pour l'optique, la vision et l'image, éditeur en chef P. Scott Carney (Université de l'Illinois à Urbana-Champaign),
- Journal of the Optical Society of America B pour l'optique non linéaire et quantique, les lasers et la spectroscopie, les phénomènes ultra-rapides et les matériaux, éditeur en chef Grover Swartzlander (Rochester Institute of Technology).